# Rubén Berríos Martínez
Rubén Berríos Martinez (Aibonito, Porto Rico, 21 de junho de 1939) é um advogado e político porto-riquenho, e atual presidente do PIP (Puerto Rican Independence Party - Partido pela Independência Porto-riquenha)e presidente honorário da Internacional Socialista.

## Biografia
Completou o ensino médio no Colégio San Ignácio de Loyola. Recebeu o grau de Bacharel de Administração de Empresas e Economia em 1961 concedido pela Universidade de Georgetown. Recebeu o título de Mestrado e Doutorado em Lei pela Faculdade de Direito (Yale Law School) da Universidade de Yale (Yale University). Fez Doutorado em Direito Internacional pela Universidade de Oxford.
Eleito senador, Berríos foi por três décadas, embora não por vezes consecutivas, candidato repetidas vezes ao Governo de Porto-Rico.
Ele liderou os protestos de Navy-Culebra, é um líder para a Causa de Vieques e já foi preso por desobediência civil. Preso novamente de 2000 na ilha de Vieques, quando exigia o fim das operações militares norte-americanas.
"Reservo-me o direito de fazer o que julgo melhor para Porto Rico, não para os tribunais", afirmou Ruben Berrios, ao ser libertado, a centenas de trabalhadores e estudantes, na capital, San Juan. Os estudantes da Universidade de Porto Rico, em greve, marcharam pelo centro da capital: "Vieques livre" e "Fora ianques!".

## White House Task Force on Puerto Rico
Em 2000, depois de receber na Casa Branca o líder pela independência de Porto Rico, Rubén Berríos, o então presidente Bill Clinton criou um grupo de trabalho (White House Task Force on Puerto Rico) para analisar a situação política de Porto Rico e suas opções, posteriormente confirmado duas vezes por George W. Bush.
Em dezembro, o grupo determinou que a atual condição de Porto Rico de Estado Livre Associado (ELA) é de natureza colonial, transitória e não basearia no consentimento mútuo (Porto Rico-EUA). Além disso, foi estabelecido que enquanto permanecer essa situação, a ilha deveria ficar sujeita ao poder do Congresso dos EUA. O grupo recomendou também aos parlamentares que legislem para os porto-riquenhos decidirem, por meio de um referendo, se estão a favor ou contra o seu atual status de subordinação ao governo dos Estados Unidos.
Caso a população da ilha escolha a descolonização, deverá então ser realizado um plebiscito para que os portoriquenhos decidam entre se anexarem como o 51º Estado dos EUA ou se tornarem uma República independente (República independiente de Porto Rico).